# Polyphida metallica
Polyphida metallica är en skalbaggsart som först beskrevs av Anton Franz Nonfried 1893. Polyphida metallica ingår i släktet Polyphida och familjen långhorningar.
Artens utbredningsområde är:
- Laos.
- Myanmar.

Inga underarter finns listade i Catalogue of Life.